# Kyšice (powiat Kladno)
Kyšice – wieś i gmina w Czechach, w powiecie Kladno, w kraju środkowoczeskim. Według danych z dnia 1 stycznia 2014 liczyła 619 mieszkańców.